# Ny Demokrati
Ny Demokrati (forkortet NyD, nyd eller nd) var et nyliberalt, konservativt og højrepopulistiskt politisk parti i Sverige, dannet i 1991 af Ian Wachtmeister og Bert Karlsson og erklæret i konkurs i 2000.
Partiet var repræsenteret i Sveriges riksdag i 1991–1994.
| Politisk parti | Spire Denne artikel om et politisk parti eller gruppe er en spire som bør udbygges. Du er velkommen til at hjælpe Wikipedia ved at udvide den. |